# I Want It All
Az I Want It All a negyedik dal a brit Queen rockegyüttes 1989-es The Miracle albumán. Bár az albumon megegyezés szerint minden dalnál a Queent jelölték szerzőnek, valójában Brian May gitáros írta. Később elárulta, hogy az ötlet akkor pattant ki a fejéből, mikor a Los Angeles-i otthonában kertészkedett, és a címe, illetve refrénje új felesége, Anita Dobson egyik kedvenc mondásából eredt. Mire a stúdióba jutottak a The Miracle felvételeihez, szinte teljesen megírta, és ez volt az egyik első dal, amelyet felvettek a lemezhez. Úgy érezte, hogy rajta kívül másnak nem igazán tetszik. Aztán egy napon a keverés során a Def Leppard meglátogatta őket a stúdióban, és tetszésüket fejezték ki: „erősen biztattak, hogy adjuk ki Amerikában, és ők aztán igazán tudják, mi az ami ott bejön az embereknek.”
Erőteljes, gitárvezérelt rockal, D dúrban íródott, és viszonylag gyors, percenként 92-es a ritmusa. Egy rövid mondatrészt May énekelt benne, pedig ekkoriban már  ritka volt, hogy Freddie Mercury-n kívül más énekelt volna egy dalukban.
1989. május 2-án kislemezen is megjelent, és harmadik lett az angol slágerlistán (rögtön a harmadik helyen nyitott, erre addig egyetlen kislemezüknél sem volt példa). Amerikában nem váltotta be a hozzá fűzött reményeket, csak az ötvenedik helyet érte el, de a harmadik lett a Billboard Mainstream Rock Tracks listán. A kritikusok dicsérték a kemény stílusát, a Dallas Morning News azt írta róla: „Bowie-szerű gitárszólammal indul, majd felvesz egy nagy rakomány acélt, gyorsan meghatározza a kemény útvonalat, amelyet a címe is diktál, és elrepül Mr. May bezsírozott fogólapja mentén,” a Newsday pedig azt: „A The Miracle legjobbja [...] May kemény gitárszólamai és Mercury keményfiús éneke színesítik.” A Classic Rock 2001-ben úgy vélte, „kicsit túl kemény próbál lenni.” A szövegének köszönhetően különleges jelentősége lett az Afrikai fiatalok körében.
David Mallet rendezte a videóklipjét 1989. április 22-én az Elstree Filmstúdióban. Az együttes a színpadi felállását utánozva játszott, nagyon erős megvilágítással: két darab ötvenméteres Dino reflektort (amelyet általában futballpályák megvilágítására használnak), és tizenhat darab „Super Trouper–reflektort” használtak. A rendező CinemaScope formátumban rögzítette a klipet.
Több másik Queen dal mellett szerepelt a Rock Band című virtuális gitárjáték internetről letölthető dalai között. Az 1992-es Freddie Mercury emlékkoncerten Roger Daltrey, a The Who énekese énekelte el.

## Közreműködők
- Ének: Freddie Mercury, Brian May
- Háttérvokál: Queen

Hangszerek:
- Roger Taylor: Ludwig dobfelszerelés
- John Deacon: Fender Precision Bass
- Brian May: Red Special
- Freddie Mercury: Korg M szintetizátor

## Kiadás és helyezések
| 7" kislemez (Parlophone QUEEN 10, Anglia / Capitol B-44372, Amerika) 1. I Want It All – 4:01 2. Hang On In There 12" kislemez és CD (Parlophone 12 QUEEN 10, Anglia / Parlophone CD QUEEN 10, Anglia) 1. I Want It All – 4:01 2. Hang In On There 3. I Want It All | \| Év \| Lista \| Helyezés \| \| ---- \| ------------------------------------- \| -------- \| \| 1989 \| Brit kislemezlista[10] \| 3 \| \| 1989 \| Amerika Billboard Hot 100[11] \| 50 \| \| 1989 \| Amerika Billboard Mainstream Rock[11] \| 3 \| \| 1989 \| Ausztria Top 40[12] \| 11 \| \| 1989 \| Belgium Ultratop[12] \| 10 \| \| 1989 \| Francia slágerlista[13] \| 47 \| \| 1989 \| Hollandia MegaCharts[12] \| 2 \| \| 1989 \| Ír slágerlista[14] \| 3 \| \| 1989 \| Német slágerlista[12] \| 2 \| \| 1989 \| Norvégia VG-lista[12] \| 4 \| \| 1989 \| Svájci slágerlista[12] \| 8 \| \| 1989 \| Svéd slágerlista[12] \| 14 \| |          |
| Év | Lista | Helyezés |
| 1989 | Brit kislemezlista | 3        |
| 1989 | Amerika Billboard Hot 100 | 50       |
| 1989 | Amerika Billboard Mainstream Rock | 3        |
| 1989 | Ausztria Top 40 | 11       |
| 1989 | Belgium Ultratop | 10       |
| 1989 | Francia slágerlista | 47       |
| 1989 | Hollandia MegaCharts | 2        |
| 1989 | Ír slágerlista | 3        |
| 1989 | Német slágerlista | 2        |
| 1989 | Norvégia VG-lista | 4        |
| 1989 | Svájci slágerlista | 8        |
| 1989 | Svéd slágerlista | 14       |